# 張懋賢
張懋賢（？—？年），字汝隆，号覃湖，浙江宁波府鄞縣人，民籍。明朝政治人物。

## 生平
弘治十七年（1504年）甲子科浙江乡试舉人，正德九年（1514年）甲戌科二甲第二十九名進士，授广东德庆州知州，十一年调任開州，官至益王府左長史。著有《覃湖小稿》一卷、《诗源撮要》一卷。